# Software in the Public Interest
Software in the Public Interest, Inc. (Software en el Interés Público) o SPI es una organización sin ánimo de lucro constituida para ayudar a proyectos y organizaciones a desarrollar y distribuir software y hardware libres. Su objetivo inicial fue dar cobertura legal al proyecto Debian, tras el fin del patrocinio de la FSF, aunque actualmente extiende esa cobertura a varios proyectos de software libre. La SPI invita a los programadores a usar la licencia GNU/GPL y otras licencias libres.
Se creó como organización sin ánimo de lucro el 16 de junio de 1997 en el estado de Nueva York (EE. UU.) y en 1999 obtuvo la calificación legal de la administración estadounidense de una organización 501 (c) (3), con lo que todas las donaciones hechas a los proyectos apoyados por SPI son deducibles de impuestos para el donante.

## Proyectos
Actualmente está asociado a los siguientes proyectos:
- 0 A.D.
- Adélie Linux
- ankur.org.in
- aptosid
- Arch Linux
- Arch Linux 32
- ArduPilot
- Chakra
- Debian
- FFmpeg
- Fluxbox
- Gallery
- Ganeti
- Glucosio
- GNUstep
- GNU TeXmacs
- haskell.org
- LibreOffice
- MinGW
- ns-3
- NTPsec
- OFTC
- Open Bioinformatics Foundation
- OpenEmbedded
- Open MPI
- OpenSAF
- OpenVAS
- Open Voting Foundation
- OpenZFS
- PMIx
- PostgreSQL
- Privoxy
- SproutCore
- Swathanthra Malayalam Computing
- systemd
- The Mana World
- translatewiki.net
- Tux4Kids
- X.Org
- YafaRay